# Гадяцька районна рада
Гадяцька районна рада — районна рада, представницький орган, що здійснює функції та повноваження місцевого самоврядування, визначені Конституцією України і законами України.

## Депутати, склад депутатських фракцій і постійних комісій

### VII скликання
Список депутатів VII скликання становить 34 особи.
- ПАРТІЯ "БЛОК ПЕТРА ПОРОШЕНКА "СОЛІДАРНІСТЬ" -14
- Партія "Відродження" - 6

- Політична партія "Рідне місто" - 6
- Політична партія Всеукраїнське об’єднання "Батьківщина" - 5
- Радикальна партія Олега Ляшка - 3

Створено п'ять  постійних комісій:
- Комісія з питань бюджету, фінансів і цін, соціально-економічного розвитку регіону, малого і середнього бізнесу та управління майном
- Комісія з питань місцевого самоврядування, забезпечення законності і правопорядку, депутатської діяльності та етики, зв’язків із засобами масової інформації
- Комісія з питань аграрної політики, земельних відносин, екології та раціонального природокористування
- Комісія з питань освіти, культури, молодіжної політики, спорту та туризму
- Комісія з питань охорони здоров’я та соціального захисту населення:

## Рішення сесій ради
Деякі рішення сесій ради [Архівовано 4 грудня 2019 у Wayback Machine.]

## Голова ради
- Нікітенко Володимир Павлович[3]